# Oscarverleihung 2016
Übersicht aller ausgezeichneten Filme

◄◄ | ◄ | 2012 | 2013 | 2014 | 2015 | Oscarverleihung 2016 | 2017 | 2018 | 2019 | 2020 | ►

Weitere Ereignisse

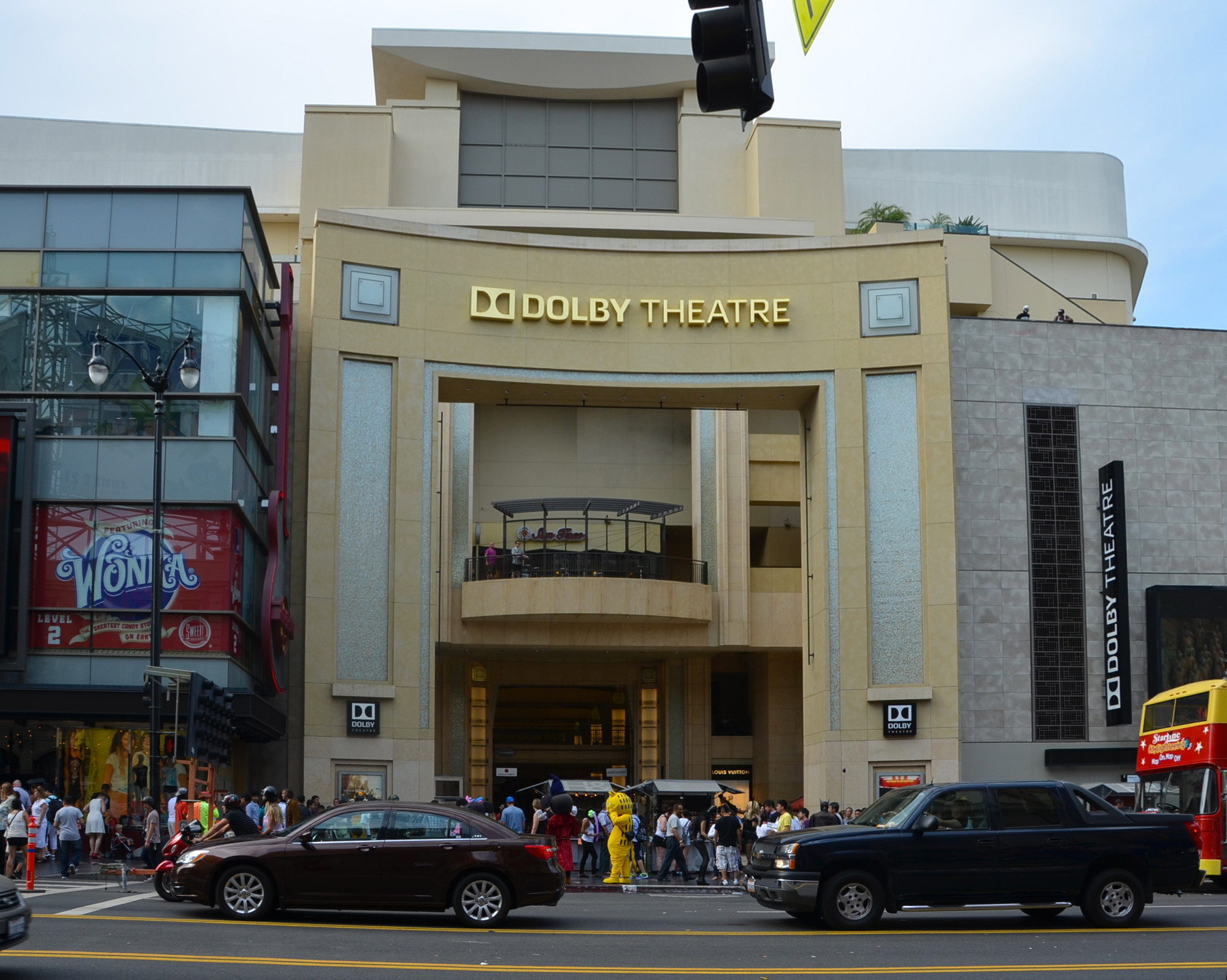
Das Dolby Theatre, Veranstaltungsort der Oscarverleihung 2016

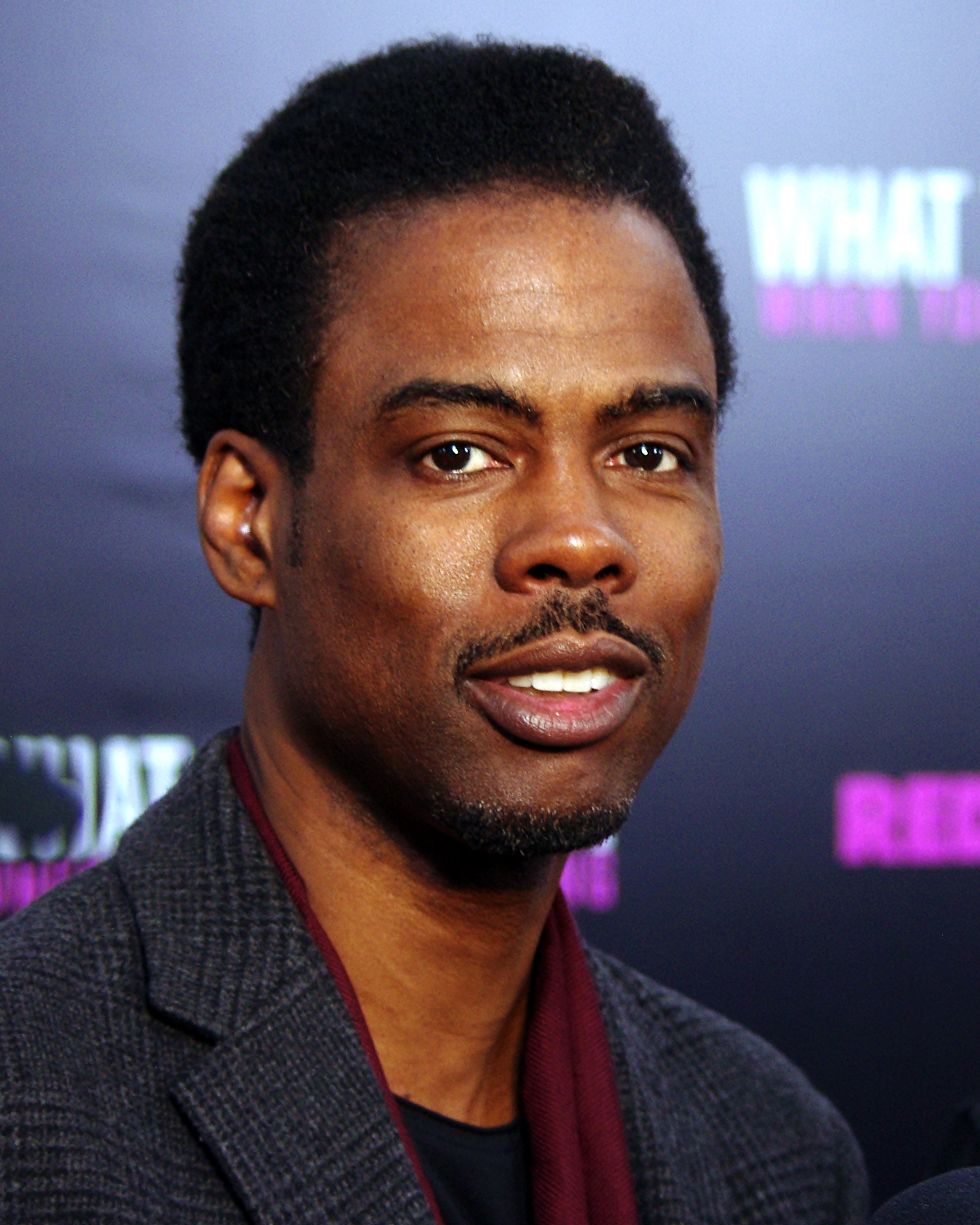
Chris Rock, Moderator der Verleihung

Die 88. Verleihung der Oscars (englisch 88th Academy Awards) fand am 28. Februar 2016 im Dolby Theatre in Los Angeles statt.
Gewinner bei der Prämierung der besten Filme des Filmjahrs 2015 wurde der Film Mad Max: Fury Road mit sechs Auszeichnungen, allerdings ausschließlich in technikbezogenen Kategorien. Dahinter folgt mit drei Oscars The Revenant – Der Rückkehrer, der herausragende Auszeichnungen wie beste Regie und bester Hauptdarsteller erhielt. Bester Film wurde der Film Spotlight, der zudem mit dem Oscar für das beste Originaldrehbuch ausgezeichnet wurde. Alle übrigen Filme erhielten höchstens einen Oscar.
Die Produktion der 88. Oscarverleihung übernahmen erstmals die US-amerikanischen Film- und Fernsehproduzenten David Hill und Reginald Hudlin. Hudlin war unter anderem als Produzent beim 2013 Oscar-nominierten Western Django Unchained beteiligt. Gastgeber der Preisverleihung war zum zweiten Mal der Schauspieler Chris Rock, der schon durch die Oscarverleihung 2005 führte.
Die Nominierungen wurden auf einer Pressekonferenz am 14. Januar 2016 von Guillermo del Toro und Ang Lee sowie von AMPAS-Präsidentin Cheryl Boone Isaacs und John Krasinski bekanntgegeben. Mit zwölf Nominierungen erfolgreichster Film war The Revenant – Der Rückkehrer, gefolgt von Mad Max: Fury Road mit zehn und Der Marsianer – Rettet Mark Watney mit sieben Nominierungen.
Während die deutschen, österreichischen und schweizerischen Einreichungen für den besten fremdsprachigen Film keine Nominierung erhielten, wurde der Kurzfilm Alles wird gut des deutschen Regisseurs Patrick Vollrath als bester Kurzfilm nominiert.
Nach Bekanntgabe der Nominierungen sah sich die Academy of Motion Picture Arts and Sciences wachsender Kritik ausgesetzt – alle Nominierungen in den Darstellerkategorien hatten wie schon im Vorjahr weiße Schauspieler erhalten, obwohl in der amerikanischen Filmpreissaison zuvor schwarze Darsteller wie Idris Elba (Beasts of No Nation), Michael B. Jordan (Creed – Rocky’s Legacy) oder Will Smith (Erschütternde Wahrheit) Berücksichtigung gefunden hatten. Smiths Ehefrau, die Schauspielerin Jada Pinkett Smith, und der Ehrenpreisträger Spike Lee kritisierten daraufhin öffentlich diesen Mangel an ethnischer Diversität und kündigten an, nicht zur Oscarverleihung zu erscheinen. Der Vorstand der Akademie unter der afroamerikanischen Präsidentin Cheryl Boone Isaacs stimmte daraufhin für neue Regeln, um die Zahl von Frauen und Minderheiten bis 2020 zu verdoppeln.
| Film                                       | N  | A |
| ------------------------------------------ | -- | - |
| The Revenant – Der Rückkehrer              | 12 | 3 |
| Mad Max: Fury Road                         | 10 | 6 |
| Der Marsianer – Rettet Mark Watney         | 7  | 0 |
| Bridge of Spies – Der Unterhändler         | 6  | 1 |
| Carol                                      | 6  | 0 |
| Spotlight                                  | 6  | 2 |
| The Big Short                              | 5  | 1 |
| Star Wars: Das Erwachen der Macht          | 5  | 0 |
| Raum                                       | 4  | 1 |
| The Danish Girl                            | 4  | 1 |
| Brooklyn – Eine Liebe zwischen zwei Welten | 3  | 0 |
| Sicario                                    | 3  | 0 |
| The Hateful Eight                          | 3  | 1 |
| Alles steht Kopf                           | 2  | 1 |
| Ex Machina                                 | 2  | 1 |
| Steve Jobs                                 | 2  | 0 |

## Preisträger und Nominierungen

### Bester Film
präsentiert von Morgan Freeman
Spotlight – Steve Golin, Blye Pagon Faust, Nicole Rocklin, Michael Sugar
The Big Short – Dede Gardner, Jeremy Kleiner, Brad Pitt
Bridge of Spies – Der Unterhändler (Bridge of Spies) – Kristie Macosko Krieger, Marc Platt, Steven Spielberg
Brooklyn – Eine Liebe zwischen zwei Welten (Brooklyn) – Finola Dwyer, Amanda Posey
Mad Max: Fury Road – George Miller, Doug Mitchell
Der Marsianer – Rettet Mark Watney (The Martian) – Simon Kinberg, Ridley Scott, Michael Schaefer, Mark Huffam
Raum (Room) – Ed Guiney
The Revenant – Der Rückkehrer (The Revenant) – Steve Golin, Alejandro G. Iñárritu, Arnon Milchan, Mary Parent, Keith Redmon

### Beste Regie
präsentiert von J. J. Abrams
Alejandro G. Iñárritu – The Revenant – Der Rückkehrer (The Revenant)
Lenny Abrahamson – Raum (Room)
Tom McCarthy – Spotlight
Adam McKay – The Big Short
George Miller – Mad Max: Fury Road

### Bester Hauptdarsteller
präsentiert von Julianne Moore
Leonardo DiCaprio – The Revenant – Der Rückkehrer (The Revenant)
Bryan Cranston – Trumbo
Matt Damon – Der Marsianer – Rettet Mark Watney (The Martian)
Michael Fassbender – Steve Jobs
Eddie Redmayne – The Danish Girl

### Beste Hauptdarstellerin
präsentiert von Eddie Redmayne
Brie Larson – Raum (Room)
Cate Blanchett – Carol
Jennifer Lawrence – Joy – Alles außer gewöhnlich (Joy)
Charlotte Rampling – 45 Years
Saoirse Ronan – Brooklyn – Eine Liebe zwischen zwei Welten (Brooklyn)

### Bester Nebendarsteller
präsentiert von Patricia Arquette
Mark Rylance – Bridge of Spies – Der Unterhändler (Bridge of Spies)
Christian Bale – The Big Short
Tom Hardy – The Revenant – Der Rückkehrer (The Revenant)
Mark Ruffalo – Spotlight
Sylvester Stallone – Creed – Rocky’s Legacy (Creed)

### Beste Nebendarstellerin
präsentiert von J. K. Simmons
Alicia Vikander – The Danish Girl
Jennifer Jason Leigh – The Hateful Eight
Rooney Mara – Carol
Rachel McAdams – Spotlight
Kate Winslet – Steve Jobs

### Bestes adaptiertes Drehbuch
präsentiert von Ryan Gosling und Russell Crowe
Adam McKay, Charles Randolph – The Big Short
Emma Donoghue – Raum (Room)
Drew Goddard – Der Marsianer – Rettet Mark Watney (The Martian)
Nick Hornby – Brooklyn – Eine Liebe zwischen zwei Welten (Brooklyn)
Phyllis Nagy – Carol

### Bestes Originaldrehbuch
präsentiert von Emily Blunt und  Charlize Theron
Josh Singer, Tom McCarthy – Spotlight
Andrea Berloff, Jonathan Herman, S. Leigh Savidge, Alan Wenkus – Straight Outta Compton
Matt Charman, Ethan Coen, Joel Coen – Bridge of Spies – Der Unterhändler (Bridge of Spies)
Josh Cooley, Ronnie del Carmen, Pete Docter, Meg LeFauve – Alles steht Kopf (Inside Out)
Alex Garland – Ex Machina

### Beste Kamera
präsentiert von Rachel McAdams und Michael B. Jordan
Emmanuel Lubezki – The Revenant – Der Rückkehrer (The Revenant)
Roger Deakins – Sicario
Edward Lachman – Carol
Robert Richardson – The Hateful Eight
John Seale – Mad Max: Fury Road

### Bestes Szenenbild
präsentiert von Tina Fey und Steve Carell
Colin Gibson, Lisa Thompson – Mad Max: Fury Road
Celia Bobak, Arthur Max – Der Marsianer – Rettet Mark Watney (The Martian)
Rena DeAngelo, Bernhard Henrich, Adam Stockhausen – Bridge of Spies – Der Unterhändler (Bridge of Spies)
Jack Fisk, Hamish Purdy – The Revenant – Der Rückkehrer (The Revenant)
Michael Standish, Eve Stewart – The Danish Girl

### Bestes Kostümdesign
präsentiert von Cate Blanchett
Jenny Beavan – Mad Max: Fury Road
Paco Delgado – The Danish Girl
Sandy Powell – Carol
Sandy Powell – Cinderella
Jacqueline West – The Revenant – Der Rückkehrer (The Revenant)

### Bestes Make-up und beste Frisuren
präsentiert von Margot Robbie und Jared Leto
Lesley Vanderwalt, Elka Wardega, Damian Martin – Mad Max: Fury Road
Siân Grigg, Duncan Jarman, Robert A. Pandini – The Revenant – Der Rückkehrer (The Revenant)
Love Larson, Eva von Bahr – Der Hundertjährige, der aus dem Fenster stieg und verschwand (Hundraåringen som klev ut genom fönstret och försvann)

### Beste Filmmusik
präsentiert von Quincy Jones und Pharrell Williams
Ennio Morricone – The Hateful Eight
Carter Burwell – Carol
Jóhann Jóhannsson – Sicario
Thomas Newman – Bridge of Spies – Der Unterhändler (Bridge of Spies)
John Williams – Star Wars: Das Erwachen der Macht (Star Wars: The Force Awakens)

### Bester Song
präsentiert von Common und John Legend
„Writing’s on the Wall“ aus James Bond 007: Spectre (Spectre) – Jimmy Napes, Sam Smith
„Earned It“ aus Fifty Shades of Grey – Belly, Jason Quenneville, Stephan Moccio, The Weeknd
„Manta Ray“ aus Racing Extinction – Antony Hegarty, J. Ralph
„Simple Song #3“ aus Ewige Jugend (Youth) – David Lang
„Til It Happens to You“ aus Freiwild – Tatort Universität (The Hunting Ground) – Lady Gaga, Diane Warren

### Bester Schnitt
präsentiert von Priyanka Chopra und Liev Schreiber
Margaret Sixel – Mad Max: Fury Road
Maryann Brandon, Mary Jo Markey – Star Wars: Das Erwachen der Macht (Star Wars: The Force Awakens)
Hank Corwin – The Big Short
Tom McArdle – Spotlight
Stephen Mirrione – The Revenant – Der Rückkehrer (The Revenant)

### Bester Ton
präsentiert von Chadwick Boseman und Chris Evans
Chris Jenkins, Ben Osmo, Gregg Rudloff – Mad Max: Fury Road
Chris Duesterdiek, Frank A. Montaño, Jon Taylor, Randy Thom – The Revenant – Der Rückkehrer (The Revenant)
Drew Kunin, Andy Nelson, Gary Rydstrom – Bridge of Spies – Der Unterhändler (Bridge of Spies)
Paul Massey, Mark Taylor, Mac Ruth – Der Marsianer – Rettet Mark Watney (The Martian)
Andy Nelson, Christopher Scarabosio, Stuart Wilson – Star Wars: Das Erwachen der Macht (Star Wars: The Force Awakens)

### Bester Tonschnitt
präsentiert von Chadwick Boseman und Chris Evans
Mark A. Mangini, David White – Mad Max: Fury Road
David Acord, Matthew Wood – Star Wars: Das Erwachen der Macht (Star Wars: The Force Awakens)
Lon Bender, Martín Hernández – The Revenant – Der Rückkehrer (The Revenant)
Alan Robert Murray – Sicario
Oliver Tarney – Der Marsianer – Rettet Mark Watney (The Martian)

### Beste visuelle Effekte
präsentiert von Andy Serkis
Mark Ardington, Sara Bennett, Paul Norris, Andrew Whitehurst – Ex Machina
Chris Corbould, Roger Guyett, Paul Kavanagh, Neal Scanlan – Star Wars: Das Erwachen der Macht (Star Wars: The Force Awakens)
Andrew Jackson, Dan Oliver, Andy Williams, Tom Wood – Mad Max: Fury Road
Anders Langlands, Chris Lawrence, Richard Stammers, Steven Warner – Der Marsianer – Rettet Mark Watney (The Martian)
Richard McBride, Matt Shumway, Jason Smith, Cameron Waldbauer – The Revenant – Der Rückkehrer (The Revenant)

### Bester Animationsfilm
präsentiert von Tom Hanks als Woody und Tim Allen als Buzz Lightyear
Alles steht Kopf (Inside Out) – Pete Docter, Jonas Rivera
Anomalisa – Duke Johnson, Charlie Kaufman, Rosa Tran
Erinnerungen an Marnie (Omoide no Mânî) – Yoshiaki Nishimura, Hiromasa Yonebayashi
Der Junge und die Welt (O Menino e o Mundo) – Alê Abreu
Shaun das Schaf – Der Film (Shaun the Sheep Movie) – Mark Burton, Richard Starzak

### Bester fremdsprachiger Film
präsentiert von Sofía Vergara und Lee Byung-hun
Son of Saul (Saul fia), Ungarn – László Nemes Jeles
Mustang, Frankreich – Deniz Gamze Ergüven
Der Schamane und die Schlange – Eine Reise auf dem Amazonas (El abrazo de la serpiente), Kolumbien – Ciro Guerra
Theeb, Jordanien – Naji Abu Nowar
A War (Krigen), Dänemark – Tobias Lindholm

### Bester animierter Kurzfilm
präsentiert von den Minions
Bear Story – Gabriel Osorio, Pato Escala
Prologue – Richard Williams, Imogen Sutton
Sanjay’s Super Team – Sanjay Patel, Nicole Grindle
We Can’t Live Without Cosmos – Konstantin Bronsit
World of Tomorrow – Don Hertzfeldt

### Bester Kurzfilm
präsentiert von Jacob Tremblay und Abraham Attah
Stutterer – Serena Armitage, Benjamin Cleary
Alles wird gut – Patrick Vollrath
Ave Maria – Eric Dupont, Basil Khalil
Day One – Henry Hughes
Shok – Jamie Donoughue

### Bester Dokumentarfilm
präsentiert von Daisy Ridley und Dev Patel
Amy – Asif Kapadia, James Gay-Rees
Cartel Land – Matthew Heineman, Tom Yellin
The Look of Silence – Joshua Oppenheimer, Signe Byrge Sørensen
What Happened, Miss Simone? – Liz Garbus, Amy Hobby, Justin Wilkes
Winter on Fire: Ukraine’s Fight for Freedom – Jewgeni Afinejewski, Den Tolmor

### Bester Dokumentar-Kurzfilm
präsentiert von Louis C.K.
A Girl in the River: The Price of Forgiveness – Sharmeen Obaid-Chinoy
Body Team 12 – David Darg, Bryn Mooser
Chau, Beyond the Lines – Courtney Marsh, Jerry Franck
Claude Lanzmann: Spectres of the Shoah – Adam Benzine
Last Day of Freedom – Dee Hibbert-Jones, Nomi Talisman

## Ehrenoscars
Die vom Board of Governors der Academy of Motion Picture Arts and Sciences bestimmten Ehrenpreisträger wurden am 14. November 2015 bei den siebten Governors Awards ausgezeichnet. Die Preisträger bei diesem Galadinner im Ray Dolby Ballroom des Dolby Theatre waren:
Debbie Reynolds, US-amerikanische Schauspielerin (Jean Hersholt Humanitarian Award)
Spike Lee, US-amerikanischer Filmregisseur und Drehbuchautor
Gena Rowlands, US-amerikanische Schauspielerin

## In Memoriam
präsentiert von Louis Gossett Jr.
Wie jedes Jahr wurde auch bei den Oscars 2016 Künstlern und Verantwortlichen im Bereich Kino, die im vergangenen Jahr verstorben waren, durch einen kurzen Film gedacht. Dave Grohl spielte zum Film den Beatles-Song Blackbird.
In der Reihenfolge, in der sie im Filmbeitrag zu sehen waren, waren das:
| - Wes Craven, Filmregisseur, Drehbuchautor, Produzent - Stan Freberg, Schauspieler - Saeed Jaffrey, Schauspieler - Miroslav Ondříček, Kameramann - Robert Balser, Animator - Lizabeth Scott, Schauspielerin - Stuart Reiss, Szenenbildner - Chantal Akerman, Regisseurin, Drehbuchautorin - Christopher Lee, Schauspieler - Robert Chartoff, Filmproduzent - Murray Weissman, Publizist - Jerry Weintraub, Filmproduzent - James L. White, Drehbuchautor - Theodore Bikel, Schauspieler - Robert Loggia, Schauspieler - Barbara Brogliatti, PR-Verantwortliche - Maureen O’Hara, Schauspielerin - Gene Allen, Szenenbildner, Academy-Präsident - Omar Sharif, Schauspieler - Louis DiGiaimo, Casting-Direktor - Patricia Norris, Kostümbildnerin - Dean Jones, Schauspieler - Ettore Scola, Regisseur, Drehbuchautor - Alan Rickman, Schauspieler | - Haskell Wexler, Kameramann - Karolyn Ali, Filmproduzentin - Tex Rudloff, Ton-Mischer - Richard Corliss, Filmkritiker - John B. Mansbridge, Art-Director - Alex Rocco, Schauspieler - Kirk Kerkorian, Studio-Verantwortlicher - Bob Minkler, Ton-Mischer - Douglas Slocombe, Kameramann - David W. Samuelson, Kameramann - James Horner, Musikkomponist - Bruce Sinofsky, Dokumentarfilmer - Frank D. Gilroy, Drehbuchautor - Holly Woodlawn, Schauspielerin - James Elmo Williams, Filmeditor, Filmproduzent - Howard A. Anderson, Kameramann, Visual Effects - Roger L. Mayer, Studio-Verantwortlicher - Albert Maysles, Dokumentarfilmer - Melissa Mathison, Drehbuchautorin - Richard Glatzer, Regisseur, Drehbuchautor - David Bowie, Musiker, Schauspieler - Vilmos Zsigmond, Kameramann - Daniel Gerson, Drehbuchautor - Leonard Nimoy, Schauspieler |

## Einsendungen für die Kategorie Bester fremdsprachiger Film
Für die Kategorie Bester fremdsprachiger Film bewarben sich mit insgesamt 81 Ländern zwei weniger als im Vorjahr. Mit dem Dokumentarfilm El tiempo nublado der Regisseurin Arami Ullón wurde erstmals ein Beitrag aus Paraguay eingereicht. Aus den 80 zugelassenen Einsendungen wurde eine Vorauswahl (Shortlist) von neun Filmen getroffen und am 17. Dezember 2015 veröffentlicht. Aus dieser Shortlist wurden schließlich die fünf Nominierten ausgewählt.
Als offizieller deutscher Kandidat ging Giulio Ricciarellis Drama Im Labyrinth des Schweigens ins Rennen und erhielt zwar keine Nominierung, aber schaffte es zumindest auf die Shortlist, während der von Österreich eingereichte Ich seh Ich seh und der Schweizer Kandidat (Samirs Dokumentarfilm Iraqi Odyssey) bereits in der Vorauswahl ausschieden. Ebenfalls nicht für die Shortlist ausgewählt wurden unter anderem Der Sommer mit Mamã für Brasilien, Ixcanul – Träume am Fuße des Vulkans für Guatemala, Eine Taube sitzt auf einem Zweig und denkt über das Leben nach für Schweden, Una noche sin luna für Uruguay und Hou Hsiao-Hsiens The Assassin für Taiwan.
Zu den Filmen der Shortlist, die keine Nominierung erhielten, zählten außerdem Das brandneue Testament für Belgien, Die Kinder des Fechters für Finnland und Viva von Paddy Breathnach für Irland.
Nominiert wurden am 14. Januar 2016 Der Schamane und die Schlange – Eine Reise auf dem Amazonas von Ciro Guerra für Kolumbien, Krigen für Dänemark, Mustang für Frankreich, Saul fia für Ungarn und Theeb von Naji Abu Nowar für Jordanien.